# Lanuéjols (Gard)
Lanuéjols è un comune francese di 339 abitanti situato nel dipartimento del Gard, nella regione dell'Occitania.

## Storia

### Simboli
Lo stemma comunale è stato adottato nel dicembre del 2002.

## Società

### Evoluzione demografica
Abitanti censiti